# Trygetus berlandi
Trygetus berlandi là một loài nhện trong họ Zodariidae.
Loài này thuộc chi Trygetus. Trygetus berlandi được J. Denis miêu tả năm 1952.